# Hervé Martin
Pour les articles homonymes, voir Martin.
Hervé Martin, né le 13 mars 1948 à Tunis, est un journaliste économique français. Il travaille au Canard enchaîné. 

## Biographie
Il est diplômé en architecture et en sciences économiques.
Ancien militant maoïste, il fut journaliste à l'AFP, puis au Canard enchaîné. Il est spécialiste des affaires économiques.

## Publication
- Guide de l'architecture moderne à Paris, Éditions Alternatives, 5e édition en juin 2010.